# François Barrault
François Barrault (né le 27 septembre 1960) est un entrepreneur français et cadre dirigeant de l'industrie numérique. Il est actuellement président du Digiworld Institute et préside l'évènement annuel Digiworld Summit  qui a lieu chaque décembre à Paris.

## Formation
Né à Bordeaux le 27 septembre 1960, François Barrault se passionne pour le secteur du numérique à l'adolescence, secteur « qu’il a découvert en 1977 à l’occasion de son baccalauréat où il a reçu en cadeau son premier ordinateur ».
Il est titulaire d'un diplôme d'études approfondies (DEA) en robotique et intelligence artificielle. Il est ingénieur diplômé de l'Ecole Centrale de Nantes.

## Carrière

### Premiers postes
Ingénieur de formation, il commence sa carrière en tant que chercheur en réseau optique chez IBM Labs (Centre de Recherche de La Gaude ) en 1984, avant d'être promu dans l'organisation commerciale.
Il occupe des postes de direction chez Computervision. Il est notamment directeur des ventes avant de prendre, en 1991, les directions technique support et marketing et des sociétés de services de Computervision pour la France et le Benelux.
Il intègre Stratus Computer en 1994, qui est acquis par Ascend Communications, en 1998, où il devient Senior Vice President International, jusqu'à ce que la société soit rachetée par Lucent Technologies, Inc. en 1999.
En tant que Président-directeur général de Lucent Technologies EMEA de 1999 à 2002, il gère l'intégration de 38 sociétés acquises par Lucent.
François Barrault est également cofondateur et président du conseil d'administration d'Astria, un fournisseur de logiciels de commerce électronique.

### BT Global Services et International
En 2004, il est nommé PDG de BT Global Services et président de BT International, ainsi que membre du conseil d'administration et du comité d'exploitation du groupe BT. Il lance un programme audacieux de 160 acquisitions qui contribuent à l'expansion des activités de services de BT, créant ainsi un leader mondial des services informatiques en réseau. François Barrault participe également à des activités de gouvernance mondiale et de développement durable[réf. nécessaire]. Il dirige le BT BetterWorld. Pendant cette période, BT fait face à une alerte majeure sur les bénéfices de la division qu'il dirigeait.
BT parraine la navigatrice Ellen MacArthur et son équipe. François Barrault crée puis préside le Conseil Consultatif Mondial BT (60 leaders du monde entier).
En 2008, une assez grave maladie l'oblige à démissionner de BT et à se retirer des affaires quelque temps.

### Postes depuis 2010
En septembre 2010, il est embauché par NovaSparks en France en tant que directeur et conseiller stratégique.
François Barrault est fondateur et président de FDB Partners, une holding d'investissement dans la technologie, le numérique et les technologies propres. Il siège au conseil d'administration de plusieurs entreprises : eServGlobal, Alpha Networks, La Baule Privileges et NovaSparks. Il agit également en tant que conseiller spécial à IJ Partners (family office), Tactem, Mastek, ACE Fund, Ariadne Capital, Le Forum de New York, Studio Moderna et Recipco.
Il est très actif au Forum Economique Mondial (Davos et forums régionaux).
Il est Président du Digiworld Institute, un think tank spécialisé dans l'économie numérique. Il préside le Digiworld Summit qui a lieu chaque année en décembre à Paris.

## Vie privée
François Barrault est marié et père de 3 enfants. Il est ancien champion de Bretagne 1983 en saut à la perche et en ski.